# 小行星3158
小行星3158（3158 Anga）是一颗绕太阳运转的小行星，为主小行星带小行星。该小行星于1976年9月24日发现。
該小行星以西伯利亞村莊安加（Anga）命名。

## 轨道参数
小行星3158的轨道半长轴为2.5488271 UA，离心率为0.103。